# Läntahorn
De Läntahorn is een 3.237 meter hoge berg in de Zwitserse Adula-Alpen. De Läntahorn is onderdeel van de centraal in dit gebergte gelegen Adulagroep, waarvan de hoogste top de 3,2 km zuidwestelijker gelegen Rheinwaldhorn is. De dichtsbijgelegen hogere top is de 1 km zuidelijker gelegen Güferhorn. De berg ligt in het kanton Graubünden, op het grondgebied van de Zwitserse gemeente Vals.
De Läntahorn ligt tussen de Läntagletsjer in het westen en de Güfergletsjer in het oosten.